# Gollumjapyx smeagol
Gollumjapyx smeagol — вид прихованощелепних комах родини кліщохвостів (Japygidae). Описаний у 2006 році.

## Назва
Рід Gollumjapyx названо на честь Ґолума, персонажа фентезійного легендаріума Толкіна, який живе у печерних системах Імлистих гір. Друга частина родової назви вказує на рід Japyx, який є типовим у родині Japygidae. Видова назва smeagol походить від імені Смеагол — імені Ґолумадо, до того, як він поселився у печерах.

## Поширення
Ендемік Іспанії. Поширений у провінції Кастельйон.

## Опис
Комаха завдовжки від 12 до приблизно 23 міліметрів, причому майже 3 мм припадає на церки. Антени від 6,8 до 9 мм у довжину, а ноги третьої пари ходильних ніг приблизно від 4,8 до майже 10 мм . Останній черевний сегмент значно збільшений порівняно з усіма іншими черевними сегментами і приблизно в 1,6 рази довший за ширину. На ньому розташовані сильні церки , перетворені на щипці. Тіло подовжене і дорсо-вентрально сплощене з непігментованою, білою кутикулою. Зокрема, ноги і сегменти грудей, а також останній сегмент живота значно подовжені. На голові є пара довгих вусиків , кожна з яких складається від 53 до 55 членників і 13 типово структурованих трихоботрій і численні сенсили на апікальній антені. Як і у всіх двохвосток, ротовий апарат має кишенькову (ентогнатну) структуру та структурований типовим для родини способом. Черевце складається з 10 сегментів, перші 7 окремих сегментів містять прості бічні підкоксальні органи як залишки кінцівок, які спочатку були присутні на всіх сегментах.

## Спосіб життя
Троглобіонт. Живе лише у печерах. Середовища існування, в яких був виявлений Gollumjapyx smeagol, називаються мезоїдним глибоким субстратом і розташовані в печерах середньої протяжності та невеликої глибини, розмитих у вапняку на висоті від 300 до 500 метрів над рівнем моря. Температура ґрунту в цих місцях існування коливається від 14 °C до 17 °C, субстрати та середовище завжди вологі. Цілком ймовірно, що Gollumjapyx smeagol є видом, який може жити лише в дуже вузькому діапазоні температури та вологості, але, ймовірно, також здатний виживати в мезоїдному мілкому субстраті. Gollumjapyx smeagol є хижаком, який полює на дрібних членистоногих, таких як кліщі, колемболи або маленькі жуки. Дуже чутливі сенсилли вусиків допомагають йому виявляти та вловлювати їх. Під час обстеження кишечника окремих особин виявлено фрагменти кліщів та частини туруна Microtyphlus aurouxi.